# Aaron Mooy
Aaron Frank Mooy (* 15. September 1990 in Sydney  als Aaron Frank Kuhlmann) ist ein ehemaliger australischer Fußballspieler, der auch die niederländische Staatsangehörigkeit besitzt.

## Kindheit
Aaron Mooy wurde im Jahr 1990 als Sohn einer niederländischen Mutter und eines deutschen Vaters als Aaron Kuhlmann in Sydney geboren. Als Mooy ein Kleinkind war, trennten sich die Eltern und er nahm den Nachnamen seiner Mutter an. Er besitzt neben der australischen auch die niederländische Staatsangehörigkeit.

## Karriere

### Vereine
Im Jahr 2006 entdeckte ihn der frühere englische Fußballspieler und heutige Talentscout Chris Sulley am New South Wales Institute of Sport und holte ihn nach England zu den Bolton Wanderers. Mooy durchlief in Bolton verschiedene Jugendmannschaften, kam allerdings nie in der ersten Mannschaft zum Einsatz. 2010 verließ Mooy die Bolton Wanderers und wechselte in die Scottish Premier League zum FC St. Mirren. In seiner ersten Saison in Schottland kam er zu 11 Ligaeinsätzen und zwei in der Relegation. In der Saison 2011/12 brachte er es auf insgesamt acht Einsätze. Sein erstes Tor für St. Mirren erzielte er am 24. Dezember 2011 gegen Rangers FC. Im Sommer 2012 unterschrieb Mooy einen Vertrag beim neu gegründeten A-League-Team Western Sydney Wanderers. Sein Debüt feierte er im Eröffnungsspiel der Saison 2012/13 gegen die Central Coast Mariners, das 0:0 endete. Sein erstes Tor erzielte er am 23. Februar 2013 beim 1:0-Sieg gegen Perth Glory. Zur Saison 2014/15 schloss sich Mooy Melbourne City an. Dort kam er in zwei Spielzeiten auf 53 Einsätze, in denen er 18 Treffer erzielte.
Zur Saison 2016/17 erwarb der Schwesterverein Manchester City die Transferrechte an Mooy, stattete ihn mit einem bis zum 30. Juni 2019 datieren Vertrag aus und verlieh ihn umgehend für ein Jahr in die EFL Championship an Huddersfield Town. Dort konnte Mooy unter dem Cheftrainer David Wagner in 45 Einsätzen vier Tore und acht Torvorlagen zum Aufstieg in die Premier League beitragen. Zur Saison 2017/18 erwarb Huddersfield Town für die bis dahin klubinterne Rekordablösesumme in Höhe von acht Millionen Pfund Sterling (zu diesem Zeitpunkt circa 9,1 Millionen Euro), die sich durch Bonuszahlungen auf zehn Millionen Pfund Sterling (≈ 11,4 Millionen Euro) erhöhen kann, die Transferrecht an Mooy und stattete ihn mit einem Vertrag bis zum 30. Juni 2020 mit der Option auf ein weiteres Jahr aus. Mooy lief in 36 Premier-League-Spielen auf und steuerte vier Tore zum Klassenerhalt bei. In der Saison 2018/19 kam er unter Wagner und dessen Nachfolger Jan Siewert in 29 Ligaspielen zum Einsatz, in denen er drei Tore erzielte. Am Ende der Spielzeit stieg der Club als abgeschlagener Tabellenletzter wieder in die EFL Championship ab.
Nachdem Mooy am 1. Spieltag der Championship-Saison 2019/20 zu einem Zweitligaeinsatz gekommen war, wechselte er Anfang August kurz vor dem Beginn der Premier-League-Saison 2019/20 für ein Jahr auf Leihbasis zu Brighton & Hove Albion. Unter dem Cheftrainer Graham Potter etablierte er sich direkt als Stammspieler, sodass der Verein Ende Januar 2020 nach 17 Ligaeinsätzen (15-mal von Beginn, 2 Tore) die Transferrechte an Mooy erwarb, der einen neuen Vertrag mit einer Laufzeit bis zum 30. Juni 2023 unterschrieb. Bis zum Saisonende folgten 14 weitere Einsätze (10-mal von Beginn).
Ende August 2020 wechselte Mooy zum chinesischen Erstligisten Shanghai SIPG. Mooy war in zwei Jahren in 31 Spielen an neun Toren direkt beteiligt, sechs schoss er selber. Im Januar 2022 stand er letztmals für Shanghai auf dem Platz.
Im Juli 2022 wechselte Mooy zu Celtic Glasgow nach Schottland und unterschrieb einen Zweijahresvertrag. Dort trifft er auf Trainer Ange Postecoglou, der ihn bereits zwischen 2013 und 2017 im Nationalteam von Australien coachte. Nachdem er mit Celtic in der Saison 2022/23 das Triple aus Meisterschaft, Pokal und Ligapokal gewonnen hatte, beendete er seine Karriere.

### Nationalmannschaft
Mooy spielte 2008 und 2009 bei der australischen U-20-Nationalmannschaft. Seit 2011 spielt er in der U-23. 2012 debütierte er außerdem in der Australischen Fußballnationalmannschaft und konnte in bisher 26 Spielen auch fünf Tore erzielen. 2017 nahm Aaron Mooy mit der australischen Nationalmannschaft am Confederations Cup teil. Australien scheiterte dort in der Gruppenphase, wobei Mooy gegen die deutsche und die kamerunische Nationalmannschaft in der Startelf stand. Außerdem stand er im Kader für die Fußball-Weltmeisterschaft 2018 in Russland, bei der Australien in der Vorrunde nach zwei Niederlagen gegen Frankreich und Peru und einem Unentschieden gegen Dänemark noch in der Vorrunde ausschied. Mooy absolvierte alle drei Partien. Auch bei der Fußball-Weltmeisterschaft 2022 stand der im Kader der Australier. Bei der Endrunde in Katar erreichte er mit den „Socceroos“ das Achtelfinale, in dem es eine Niederlage gegen den späteren Weltmeister Argentinien gab. Im Turnierverlauf absolvierte Mooy alle vier Spiele.

## Erfolge
- Aufstieg in die Premier League: 2017
- AFC-Champions-League-Sieger: 2014

mit Celtic Glasgow:
- Schottischer Meister: 2023
- Schottischer Pokalsieger: 2023
- Schottischer Ligapokalsieger: 2023